# Serie A 1974 (hockey su pista)
La Serie A 1974 è stata la 51ª edizione (la 25ª a girone unico), del torneo di primo livello del campionato italiano di hockey su pista. La competizione ha avuto inizio il 23 febbraio e si è conclusa il 6 luglio 1974.
Lo scudetto è stato conquistato dal Novara per la diciottesima volta, la sesta consecutiva, nella sua storia.

## Stagione

Beniamino Battistella capocannoniere del torneo.

### Novità
A prendere il testimone del DLF Trieste e dell'MDA Roma retrocesse in serie B vi furono, vincendo il campionato cadetto, l'AFP Giovinazzo e il CGC Viareggio; per la squadra pugliese questa stagione segnò l'esordio in massima categoria. Al torneo parteciparono: Amatori Lodi, Amatori Modena, Bassano, Goriziana, Laverda Breganze, Marzotto Valdagno, Monza, Novara (campione in carica), Follonica, Triestina e appunto l'AFP Giovinazzo e il CGC Viareggio.

### Formula
La formula del campionato fu la stessa della stagione precedente; la manifestazione fu organizzata con un girone all'italiana, con gare di andata e ritorno per un totale di 22 giornate: erano assegnati 2 punti per l'incontro vinto e un punto a testa per l'incontro pareggiato, mentre non ne era attribuito alcuno per la sconfitta. Al termine del campionato la prima squadra classificata venne proclamata campione d'Italia mentre l'undicesima e la dodicesima classificate retrocedettero in serie B.

### Avvenimenti
Il campionato iniziò il 23 febbraio e si concluse Il 6 luglio 1974. Il torneo fu ancora una volta caratterizzato dall'egemonia del Novara; il club piemontese prese la testa solitaria della classifica alla sesta giornata di andata e conquistò il sesto titolo consecutivo con cinque turni di anticipo sulla fine della stagione. Gli azzurri in questa stagione non ebbero rivali in grado di contrastarne la marcia in maniera efficace. Al secondo posto si classificò il Monza attardato però dalla capo classifica di tredici punti; a seguire vi fu un quartetto formato dal Laverda Breganze, dalla Goriziana, dalla Pol. Follonica e dall'Amatori Modena che era in ripresa rispetto alla stagione precedente. In difficoltà vi erano invece la Triestina e l'Amatori Lodi che si salvarono per un solo punto. Retrocedettero in serie B il CGC Viareggio neopromosso e il Bassano. Beniamino Battistella del Novara segnando 58 reti vinse per la quinta volta la classifica dei cannonieri.

## Squadre partecipanti
| Club              | Stag.    | Città                   | Impianto                          | Stagione precedente              |
| ----------------- | -------- | ----------------------- | --------------------------------- | -------------------------------- |
| AFP Giovinazzo    | dettagli | Giovinazzo (BA)         | Palasport di Giovinazzo           | In Serie B, promosso             |
| Amatori Lodi      | dettagli | Lodi (MI)               | PalaRiboni                        | 4º in Serie A                    |
| Amatori Modena    | dettagli | Modena                  | PalaMolza                         | 10º in Serie A                   |
| Bassano           | dettagli | Bassano del Grappa (VI) | Centro Giovanile Bassano          | 9º in Serie A                    |
| CGC Viareggio     | dettagli | Viareggio (LU)          | PalaBarsacchi                     | In Serie B, promosso             |
| Follonica         | dettagli | Follonica (GR)          | Pista Armeni                      | 5º in Serie A                    |
| Goriziana         | dettagli | Gorizia                 | Palestra della Valletta del Corno | 8º in Serie A                    |
| Laverda Breganze  | dettagli | Breganze (VI)           | Centro giovanile Don Bosco        | 2º in Serie A                    |
| Marzotto Valdagno | dettagli | Valdagno (VI)           | PalaSoldà                         | 7º in Serie A                    |
| Monza             | dettagli | Monza (MI)              | Pista di via Boccaccio            | 3º in Serie A                    |
| Novara            | dettagli | Novara                  | Palazzetto dello sport            | 1º in Serie A, campione d'Italia |
| Triestina         | dettagli | Trieste                 | PalaChiarbola                     | 6º in Serie A                    |

### Allenatori e primatisti
| Squadra           | Allenatore           | Cannoniere                      |
| ----------------- | -------------------- | ------------------------------- |
| AFP Giovinazzo    | Gianbattista Massari |                                 |
| Amatori Lodi      |                      |                                 |
| Amatori Modena    |                      |                                 |
| Bassano           |                      |                                 |
| CGC Viareggio     |                      |                                 |
| Follonica         |                      |                                 |
| Goriziana         |                      |                                 |
| Laverda Breganze  |                      |                                 |
| Marzotto Valdagno |                      |                                 |
| Monza             |                      |                                 |
| Novara            | Gianpietro Aina      | Beniamino Battistella (58 reti) |
| Triestina         |                      |                                 |

## Classifica finale
|  | Pos. | Squadra           | Pt | G  | V  | N | P  | GF  | GS  | DR  |
|  | ---- | ----------------- | -- | -- | -- | - | -- | --- | --- | --- |
|  | 1.   | Novara            | 37 | 22 | 16 | 5 | 1  | 166 | 90  | +76 |
|  | 2.   | Monza (-1)        | 24 | 22 | 10 | 5 | 7  | 100 | 81  | +19 |
|  | 3.   | Laverda Breganze  | 23 | 22 | 10 | 3 | 9  | 91  | 74  | +17 |
|  | 4.   | Goriziana         | 23 | 22 | 9  | 5 | 8  | 102 | 91  | +11 |
|  | 5.   | Amatori Modena    | 23 | 22 | 8  | 7 | 7  | 116 | 110 | +6  |
|  | 6.   | Follonica         | 23 | 22 | 10 | 3 | 9  | 71  | 79  | -8  |
|  | 7.   | Marzotto Valdagno | 21 | 22 | 8  | 5 | 9  | 94  | 124 | -30 |
|  | 8.   | AFP Giovinazzo    | 20 | 22 | 8  | 4 | 10 | 84  | 106 | -22 |
|  | 9.   | Triestina         | 19 | 22 | 6  | 7 | 9  | 84  | 87  | -3  |
|  | 10.  | Amatori Lodi      | 19 | 22 | 6  | 7 | 9  | 69  | 83  | -14 |
|  | 11.  | CGC Viareggio     | 18 | 22 | 6  | 6 | 10 | 67  | 75  | -8  |
|  | 12.  | Bassano           | 13 | 22 | 4  | 5 | 13 | 72  | 116 | -44 |

Legenda:
      Campione d'Italia e qualificato in Coppa dei Campioni 1974-1975.
      Retrocesso in Serie B.
Note:
Due punti a vittoria, uno a pareggio, zero a sconfitta.
In caso di parità di punteggio, le posizioni erano decise per differenza reti generale.
Il Monza ha scontato 1 punto di penalizzazione.

## Risultati

### Tabellone
| 1974              | AfpG | AmLo | AmMo | Bass | CgcV | Foll | Gori | LavB | MarV | Monz | Nova | Trie |
| ----------------- | ---- | ---- | ---- | ---- | ---- | ---- | ---- | ---- | ---- | ---- | ---- | ---- |
| AFP Giovinazzo    | –––– | 6-3  | 4-4  | 8-4  | 6-6  | 4-2  | 5-4  | 0-2  | 8-5  | 4-1  | 6-9  | 3-3  |
| Amatori Lodi      | 0-3  | –––– | 4-4  | 5-2  | 1-1  | 8-4  | 2-3  | 4-1  | 2-2  | 0-4  | 5-5  | 3-3  |
| Amatori Modena    | 9-2  | 7-8  | –––– | 13-4 | 5-3  | 3-3  | 10-4 | 5-3  | 4-7  | 4-3  | 9-9  | 4-2  |
| Bassano           | 5-3  | 3-3  | 5-5  | –––– | 5-2  | 5-5  | 5-2  | 4-3  | 4-6  | 4-4  | 4-7  | 4-4  |
| CGC Viareggio     | 0-0  | 2-1  | 2-2  | 3-1  | –––– | 3-1  | 3-3  | 3-2  | 8-1  | 2-0  | 6-7  | 2-3  |
| Follonica         | 10-5 | 3-1  | 7-4  | 3-1  | 5-1  | –––– | 2-1  | 4-2  | 6-1  | 6-5  | 2-6  | 3-2  |
| Goriziana         | 8-3  | 4-2  | 2-3  | 6-0  | 3-2  | 6-1  | –––– | 1-5  | 6-1  | 7-7  | 7-7  | 6-6  |
| Laverda Breganze  | 7-2  | 5-6  | 10-6 | 6-0  | 4-3  | 4-0  | 4-3  | –––– | 8-5  | 1-3  | 4-5  | 6-3  |
| Marzotto Valdagno | 5-3  | 4-5  | 5-5  | 5-3  | 7-4  | 2-2  | 5-5  | 4-4  | –––– | 5-3  | 5-2  | 6-4  |
| Monza             | 4-0  | 2-2  | 7-4  | 10-3 | 3-2  | 5-0  | 4-13 | 6-3  | 9-5  | –––– | 4-4  | 5-5  |
| Novara            | 10-3 | 11-1 | 11-5 | 8-4  | 12-6 | 6-1  | 13-6 | 2-2  | 16-5 | 7-1  | –––– | 3-1  |
| Triestina         | 5-6  | 4-3  | 5-1  | 5-2  | 3-3  | 4-1  | 1-2  | 5-5  | 13-3 | 0-10 | 3-6  | –––– |

### Calendario
| Andata (1ª) | Andata (1ª) | Prima giornata                   | Ritorno (12ª) | Ritorno (12ª) |
|             |             |                                  |               |               |
| 23 feb.     | 3-3         | Amatori Modena-Follonica         | 4-7           | 4 mag.        |
| 23 feb.     | 6-0         | Goriziana-Bassano                | 2-5           | 4 mag.        |
| 23 feb.     | 4-3         | Laverda Breganze-CGC Viareggio   | 2-3           | 4 mag.        |
| 23 feb.     | 5-3         | Marzotto Valdagno-AFP Giovinazzo | 5-8           | 4 mag.        |
| 23 feb.     | 2-2         | Monza-Amatori Lodi               | 4-0           | 4 mag.        |
| 23 feb.     | 3-1         | Novara-Triestina                 | 6-3           | 4 mag.        |

| Andata (2ª) | Andata (2ª) | Seconda giornata                 | Ritorno (13ª) | Ritorno (13ª) |
|             |             |                                  |               |               |
| 2 mar.      | 0-3         | Amatori Lodi-AFP Giovinazzo      | 3-6           | 11 mag.       |
| 2 mar.      | 4-7         | Amatori Modena-Marzotto Valdagno | 5-5           | 11 mag.       |
| 2 mar.      | 4-7         | Bassano-Novara                   | 4-8           | 11 mag.       |
| 2 mar.      | 3-3         | CGC Viareggio-Goriziana          | 2-3           | 11 mag.       |
| 2 mar.      | 4-2         | Follonica-Laverda Breganze       | 0-4           | 11 mag.       |
| 2 mar.      | 0-10        | Triestina-Monza                  | 5-5           | 11 mag.       |

| Andata (3ª) | Andata (3ª) | Terza giornata               | Ritorno (14ª) | Ritorno (14ª) |
|             |             |                              |               |               |
| 9 mar.      | 6-6         | AFP Giovinazzo-CGC Viareggio | 0-0           | 18 mag.       |
| 9 mar.      | 2-3         | Goriziana-Amatori Modena     | 4-10          | 18 mag.       |
| 9 mar.      | 6-0         | Laverda Breganze-Bassano     | 3-4           | 18 mag.       |
| 9 mar.      | 5-3         | Marzotto Valdagno-Monza      | 5-9           | 18 mag.       |
| 9 mar.      | 6-1         | Novara-Follonica             | 6-2           | 18 mag.       |
| 9 mar.      | 4-3         | Triestina-Amatori Lodi       | 3-3           | 18 mag.       |

| Andata (4ª) | Andata (4ª) | Quarta giornata                 | Ritorno (15ª) | Ritorno (15ª) |
|             |             |                                 |               |               |
| 16 mar.     | 8-4         | Amatori Lodi-Follonica          | 1-3           | 25 mag.       |
| 16 mar.     | 5-3         | Amatori Modena-Laverda Breganze | 6-10          | 25 mag.       |
| 16 mar.     | 2-3         | CGC Viareggio-Triestina         | 3-3           | 25 mag.       |
| 16 mar.     | 8-3         | Goriziana-AFP Giovinazzo        | 4-5           | 25 mag.       |
| 16 mar.     | 5-3         | Marzotto Valdagno-Bassano       | 6-4           | 25 mag.       |
| 16 mar.     | 4-4         | Monza-Novara                    | 1-7           | 25 mag.       |

| Andata (5ª) | Andata (5ª) | Quinta giornata             | Ritorno (16ª) | Ritorno (16ª) |
|             |             |                             |               |               |
| 23 mar.     | 4-4         | Amatori Lodi-Amatori Modena | 8-7           | 1º giu.       |
| 23 mar.     | 5-3         | Bassano-AFP Giovinazzo      | 4-8           | 1º giu.       |
| 23 mar.     | 6-1         | Follonica-Marzotto Valdagno | 2-2           | 1º giu.       |
| 23 mar.     | 3-2         | Monza-CGC Viareggio         | 0-2           | 1º giu.       |
| 23 mar.     | 2-2         | Novara-Laverda Breganze     | 5-4           | 1º giu.       |
| 23 mar.     | 1-2         | Triestina-Goriziana         | 6-6           | 1º giu.       |

| Andata (6ª) | Andata (6ª) | Sesta giornata                 | Ritorno (17ª) | Ritorno (17ª) |
|             |             |                                |               |               |
| 30 mar.     | 6-9         | AFP Giovinazzo-Novara          | 3-10          | 8 giu.        |
| 30 mar.     | 5-3         | Amatori Modena-CGC Viareggio   | 2-2           | 8 giu.        |
| 30 mar.     | 3-1         | Follonica-Bassano              | 5-5           | 8 giu.        |
| 30 mar.     | 7-7         | Goriziana-Monza                | 13-4          | 8 giu.        |
| 30 mar.     | 6-3         | Laverda Breganze-Triestina     | 5-4           | 8 giu.        |
| 30 mar.     | 4-5         | Marzotto Valdagno-Amatori Lodi | 2-2           | 8 giu.        |

| Andata (7ª) | Andata (7ª) | Settima giornata                | Ritorno (18ª) | Ritorno (18ª) |
|             |             |                                 |               |               |
| 6 apr.      | 3-3         | Bassano-Amatori Lodi            | 2-5           | 13 giu.       |
| 6 apr.      | 8-1         | CGC Viareggio-Marzotto Valdagno | 4-7           | 13 giu.       |
| 6 apr.      | 7-2         | Laverda Breganze-AFP Giovinazzo | 2-0           | 13 giu.       |
| 6 apr.      | 7-4         | Monza-Amatori Modena            | 3-4           | 13 giu.       |
| 6 apr.      | 13-6        | Novara-Goriziana                | 7-7           | 13 giu.       |
| 6 apr.      | 4-1         | Triestina-Follonica             | 2-3           | 13 giu.       |

| Andata (8ª) | Andata (8ª) | Ottava giornata               | Ritorno (19ª) | Ritorno (19ª) |
|             |             |                               |               |               |
| 13 apr.     | 4-1         | AFP Giovinazzo-Monza          | 0-4           | 15 giu.       |
| 13 apr.     | 4-1         | Amatori Lodi-Laverda Breganze | 6-5           | 15 giu.       |
| 13 apr.     | 4-4         | Bassano-Triestina             | 2-5           | 15 giu.       |
| 13 apr.     | 5-1         | Follonica-CGC Viareggio       | 1-3           | 15 giu.       |
| 13 apr.     | 6-1         | Goriziana-Marzotto Valdagno   | 5-5           | 15 giu.       |
| 13 apr.     | 11-5        | Novara-Amatori Modena         | 9-9           | 15 giu.       |

| Andata (9ª) | Andata (9ª) | Nona giornata                      | Ritorno (20ª) | Ritorno (20ª) |
|             |             |                                    |               |               |
| 20 apr.     | 2-3         | Amatori Lodi-Goriziana             | 2-4           | 22 giu.       |
| 20 apr.     | 13-4        | Amatori Modena-Bassano             | 5-5           | 22 giu.       |
| 20 apr.     | 6-7         | CGC Viareggio-Novara               | 6-12          | 22 giu.       |
| 20 apr.     | 4-4         | Marzotto Valdagno-Laverda Breganze | 5-8           | 22 giu.       |
| 20 apr.     | 5-0         | Monza-Follonica                    | 5-6           | 22 giu.       |
| 20 apr.     | 5-6         | Triestina-AFP Giovinazzo           | 3-3           | 22 giu.       |

| Andata (10ª) | Andata (10ª) | Decima giornata               | Ritorno (21ª) | Ritorno (21ª) |
|              |              |                               |               |               |
| 27 apr.      | 4-4          | AFP Giovinazzo-Amatori Modena | 2-9           | 29 giu.       |
| 27 apr.      | 5-2          | Bassano-CGC Viareggio         | 1-3           | 29 giu.       |
| 27 apr.      | 2-1          | Follonica-Goriziana           | 1-6           | 29 giu.       |
| 27 apr.      | 1-3          | Laverda Breganze-Monza        | 3-6           | 29 giu.       |
| 27 apr.      | 11-1         | Novara-Amatori Lodi           | 5-5           | 29 giu.       |
| 27 apr.      | 13-3         | Triestina-Marzotto Valdagno   | 4-6           | 29 giu.       |

| \| Andata (11ª) \| Andata (11ª) \| Undicesima giornata \| Ritorno (22ª) \| Ritorno (22ª) \| \| \| \| \| \| \| \| 1º mag. \| 4-2 \| AFP Giovinazzo-Follonica \| 5-10 \| 6 lug. \| \| 1º mag. \| 4-2 \| Amatori Modena-Triestina \| 1-5 \| 6 lug. \| \| 1º mag. \| 2-1 \| CGC Viareggio-Amatori Lodi \| 1-1 \| 6 lug. \| \| 1º mag. \| 1-5 \| Goriziana-Laverda Breganze \| 3-4 \| 6 lug. \| \| 1º mag. \| 5-2 \| Marzotto Valdagno-Novara \| 5-16 \| 6 lug. \| \| 1º mag. \| 10-3 \| Monza-Bassano \| 4-4 \| 6 lug. \| |              |                            |               |               |
| Andata (11ª) | Andata (11ª) | Undicesima giornata        | Ritorno (22ª) | Ritorno (22ª) |
| |              |                            |               |               |
| 1º mag. | 4-2          | AFP Giovinazzo-Follonica   | 5-10          | 6 lug.        |
| 1º mag. | 4-2          | Amatori Modena-Triestina   | 1-5           | 6 lug.        |
| 1º mag. | 2-1          | CGC Viareggio-Amatori Lodi | 1-1           | 6 lug.        |
| 1º mag. | 1-5          | Goriziana-Laverda Breganze | 3-4           | 6 lug.        |
| 1º mag. | 5-2          | Marzotto Valdagno-Novara   | 5-16          | 6 lug.        |
| 1º mag. | 10-3         | Monza-Bassano              | 4-4           | 6 lug.        |

## Verdetti
| Verdetto                          | Club                  |
| --------------------------------- | --------------------- |
| Campione d'Italia 1974            | Novara (18º titolo)   |
| Qualificato in Coppa dei Campioni | Novara                |
| Retrocesse in Serie B             | CGC Viareggio Bassano |

### Squadra campione
| N° | Naz.                   | Ruolo | Sportivo              |  |  |  |
| -- | ---------------------- | ----- | --------------------- |  |  |  |
| ?  | Italia (bandiera)      | E     | Gianpietro Aina       |  |  |  |
| ?  | Italia (bandiera)      | E     | Beniamino Battistella |  |  |  |
| ?  | Italia (bandiera)      | E     | Roberto Borrini       |  |  |  |
| ?  | Italia (bandiera)      | E     | Roberto Contini       |  |  |  |
| ?  | Italia (bandiera)      | P     | Francesco Fontana     |  |  |  |
| ?  | Italia (bandiera)      | E     | Erasmo Marcon         |  |  |  |
| ?  | Paesi Bassi (bandiera) | A     | Robert Olthoff        |  |  |  |
| ?  | Italia (bandiera)      | E     | Perego                |  |  |  |
| ?  | Italia (bandiera)      | P     | Mario Romussi         |  |  |  |
| ?  | Italia (bandiera)      | E     | Scacchetti            |  |  |  |
| ?  | Italia (bandiera)      | E     | Renzo Zaffinetti      |  |  |  |

- Allenatore:  Gianpietro Aina

## Statistiche del torneo

### Capoliste solitarie
|    | —— | —— | ——    | —— | ——     | ——     | ——     | ——     | ——     | ——     | ——     | ——     | ——     | ——     | ——     | ——     | ——     | ——     | ——     | ——     | ——     | —— |  |
|    |    |    | Vald. |    | Novara | Novara | Novara | Novara | Novara | Novara | Novara | Novara | Novara | Novara | Novara | Novara | Novara | Novara | Novara | Novara | Novara |    |  |
|    |    |    |       |    |        |        |        |        |        |        |        |        |        |        |        |        |        |        |        |        |        |    |  |
|    |    |    |       |    |        |        |        |        |        |        |        |        |        |        |        |        |        |        |        |        |        |    |  |
| 1ª | 2ª | 3ª | 4ª    | 5ª | 6ª     | 7ª     | 8ª     | 9ª     | 10ª    | 11ª    | 12ª    | 13ª    | 14ª    | 15ª    | 16ª    | 17ª    | 18ª    | 19ª    | 20ª    | 21ª    | 22ª    |    |  |

### Classifica in divenire
|                   | 1ª | 2ª | 3ª | 4ª | 5ª | 6ª | 7ª | 8ª | 9ª | 10ª | 11ª | 12ª | 13ª | 14ª | 15ª | 16ª | 17ª | 18ª | 19ª | 20ª | 21ª | 22ª |
| ----------------- | -- | -- | -- | -- | -- | -- | -- | -- | -- | --- | --- | --- | --- | --- | --- | --- | --- | --- | --- | --- | --- | --- |
| AFP Giovinazzo    | 0  | 2  | 3  | 3  | 3  | 3  | 3  | 5  | 7  | 8   | 10  | 12  | 14  | 15  | 17  | 19  | 19  | 19  | 19  | 20  | 20  | 20  |
| Amatori Lodi      | 1  | 1  | 1  | 3  | 4  | 6  | 7  | 9  | 9  | 9   | 9   | 9   | 9   | 10  | 10  | 12  | 13  | 15  | 17  | 17  | 18  | 19  |
| Amatori Modena    | 1  | 1  | 3  | 5  | 6  | 8  | 8  | 8  | 10 | 11  | 13  | 13  | 14  | 16  | 16  | 16  | 17  | 19  | 20  | 21  | 23  | 23  |
| Bassano           | 0  | 0  | 0  | 0  | 2  | 2  | 3  | 4  | 4  | 6   | 6   | 8   | 8   | 10  | 10  | 10  | 11  | 11  | 11  | 12  | 12  | 13  |
| CGC Viareggio     | 0  | 1  | 2  | 2  | 2  | 2  | 4  | 4  | 4  | 4   | 6   | 8   | 8   | 9   | 10  | 12  | 13  | 13  | 15  | 15  | 17  | 18  |
| Follonica         | 1  | 3  | 3  | 3  | 5  | 7  | 7  | 9  | 9  | 11  | 11  | 13  | 13  | 13  | 15  | 16  | 17  | 19  | 19  | 21  | 21  | 23  |
| Goriziana         | 2  | 3  | 3  | 5  | 7  | 8  | 8  | 10 | 12 | 12  | 12  | 12  | 14  | 14  | 14  | 15  | 17  | 18  | 19  | 21  | 23  | 23  |
| Laverda Breganze  | 2  | 2  | 4  | 4  | 5  | 7  | 9  | 9  | 10 | 10  | 12  | 12  | 14  | 14  | 16  | 16  | 17  | 19  | 21  | 21  | 21  | 23  |
| Marzotto Valdagno | 2  | 4  | 6  | 8  | 8  | 8  | 8  | 8  | 9  | 9   | 11  | 11  | 12  | 12  | 14  | 15  | 16  | 18  | 19  | 19  | 21  | 21  |
| Monza             | 1  | 3  | 3  | 4  | 6  | 7  | 9  | 9  | 11 | 13  | 15  | 17  | 18  | 20  | 20  | 19  | 19  | 19  | 21  | 21  | 23  | 24  |
| Novara            | 2  | 4  | 6  | 7  | 8  | 10 | 12 | 14 | 16 | 18  | 18  | 20  | 22  | 24  | 26  | 28  | 30  | 31  | 32  | 34  | 35  | 37  |
| Triestina         | 0  | 0  | 2  | 4  | 4  | 4  | 6  | 7  | 7  | 9   | 9   | 9   | 10  | 11  | 12  | 13  | 14  | 14  | 16  | 17  | 17  | 19  |

### Record squadre
- Maggior numero di vittorie: Novara (16)
- Minor numero di vittorie: Bassano (4)
- Maggior numero di pareggi: Amatori Lodi, Amatori Modena e Triestina (7)
- Minor numero di pareggi: Laverda Breganze e Follonica (3)
- Maggior numero di sconfitte: Bassano (13)
- Minor numero di sconfitte: Novara (1)
- Miglior attacco: Novara (166 reti realizzate)
- Peggior attacco: CGC Viareggio (67 reti realizzate)
- Miglior difesa: Laverda Breganze (74 reti subite)
- Peggior difesa: Marzotto Valdagno (124 reti subite)
- Miglior differenza reti: Novara (+76)
- Peggior differenza reti: Bassano (-44)

### Classifica cannonieri
| Gol |  |  | Giocatore             | Squadra |
| --- |  |  | --------------------- | ------- |
| 58  |  |  | Beniamino Battistella | Novara  |